# Leopold Ackermann
Pour les articles homonymes, voir Ackermann.
Léopold Ackermann, né le 17 novembre 1771 à Vienne et mort le 9 septembre 1831 dans la même ville, connu par son nom en religion de Petrus Fourerius (Pierre Fourrier), est un exégète catholique autrichien.

## Biographie
Léopold Ackermann naît le 17 novembre 1771 à Vienne.
Il entre le 10 octobre 1790 dans l'ordre des chanoines régulier de saint Augustin dans l'abbaye de Klosterneuburg, et prend en religion le nom de Pierre Fourrier.
Il étudie de 1791 à 1795 à Vienne. Par la suite, il devient prêtre et professeur de langues orientales au Stiftshof de Vienne, également bibliothécaire en 1800. Il obtient son doctorat en théologie en 1802.
En 1806 il devient professeur d'exégèse de l'Ancien Testament à l'université de Vienne, où il succède à Jahn et occupe sa chaire avec succès pendant vingt cinq ans.
Il est en correspondance avec les érudits de Rome et l'université hongroise.
Léopold Ackermann meurt le 9 septembre 1831 dans sa ville natale.

## Publications
- Introductio in libros Veteris Fœderis usibus academicis accomodata, Vienne, 1825 ; c'est la troisième édition corrigée et rectifiée de l’Introductio de Jahn[1].
- Archæologia biblica, Vienne, 1826, nouvelle édition également corrigée de Jahn (elle est réimprimée par Migne, dans son Cursus Scripturæ sacræ)[1].
- Prophetæ minores perpetua annotatione illustrati, Vienne, 1830, commentaire qui ne renferme pas des choses nouvelles, mais réunit ce qu'il y a de meilleur dans les ouvrages plus anciens, en y joignant des observations philologiques ; l'auteur commente le texte hébreu original, qu'il reproduit ; son travail est court mais bon[4].